# Tómbola (programa de televisión)
Tómbola fue un programa de entretenimiento de España emitido desde 1997 hasta 2004 a través de cadenas autonómicas y locales.

## Formato
Se trataba de un formato televisivo novedoso en España. Bajo la conducción del moderador, Ximo Rovira, cinco periodistas (cuatro fijos y un quinto invitado cada semana), realizaban entrevistas a personajes relevantes de la vida social y artística del país. Prototipo de prensa rosa, las entrevistas versaban sobre aspectos de la vida privada del entrevistado, rozando en ocasiones lo escabroso.

## Periodistas
El equipo habitual de entrevistadores estuvo integrado por Jesús Mariñas, Karmele Marchante, Lydia Lozano y Ángel Antonio Herrera. Antonio Montero colaboró en numerosas ocasiones a lo largo de la historia del programa ocupando la "quinta silla" como también hizo, durante el año 1998 el periodista Gustavo González hasta ser ambos fichados por Antena 3. No obstante, este último abandonó el programa en 2002, siendo reemplazado por Antonio Sánchez Casado. Lozano dejaba Tómbola en 2004, pocos meses antes de la cancelación del programa. Finalmente, también Jimmy Giménez-Arnau colaboró con frecuencia desde 2000.
Colaboradores fijos:
- Jesús Mariñas (1997-2004).
- Karmele Marchante (1997-2004).
- Lydia Lozano (1997-2004).
- Ángel Antonio Herrera (1997-2004).
- Josep Sandoval (1997-2004).

Colaboradores secundarios:
- Paloma Barrientos.
- Javier de Montini.
- Teresa Berengueras Terebere.
- Ketty Kaufmann.
- Aurelio Manzano.
- Antonio Montero (1998-2002).
- Gustavo González (1998-2002).
- Jimmy Giménez-Arnau (2000-2004).
- Antonio Sánchez Casado (2002-2004).

Archivo:Canal9 (1989-2005).png|20px]] Canal Nou 
(1997)

## Polémicas
Desde su primera emisión, el espacio fue calificado como el epítome de la telebasura. En aquel primer programa, la entrevistada fue Chábeli Iglesias, hija del cantante Julio Iglesias, que abandonó el plató en plena entrevista con las palabras Me voy, me da vergüenza tu programa y esta gente es gentuza, en referencia a los periodistas, lo que da idea del tono que se convertiría en habitual en las entrevistas.
El día siguiente a su estreno en Canal Nou, el espacio se emitía en la televisión autonómica de la Comunidad de Madrid, Telemadrid. El 6 de abril era Canal Sur, la televisión pública de Andalucía la que estrenaba el programa. De manera simultánea, los representantes del sindicato Comisiones Obreras en este último canal, hacían público un comunicado, calificando el espacio como un producto de baja calidad técnica y profesional.
Tan sólo un mes después de su estreno, la conveniencia de la emisión del programa fue debatida en el Consejo de Administración de Telemadrid, haciéndose hincapié en la financiación con dinero público. Los representantes de los partidos políticos de la oposición, PSOE e Izquierda Unida, se mostraron sumamente críticos con el espacio, al que calificaron de telebasura e inadecuado para formar parte de la parrilla de una televisión pública.
Las cifras de audiencia, sin embargo, animaron a los programadores a mantener el espacio. En Telemadrid, la media de cuota de pantalla de los tres primeros programas, alcanzó el 27%. En Canal Sur el estreno del espacio congregó al 20% de los espectadores.
Mientras, los escándalos frente a la pantalla continuaban. El 31 de mayo de 1997, el entrevistado, Pocholo Martínez Bordiú, arrojaba un vaso de agua sobre la periodista Karmele Marchante, quien había insinuado que aquel era traficante de drogas.
En junio de 1997, la cuestión llegaba incluso a ser debatida en la Asamblea de Madrid, y el parlamentario de Izquierda Unida, Fernando Martín expresaba su opinión en los siguientes términos: Son programas de chismes, cotilleos y estupideces que rebajan la dignidad humana. En ellos hay vileza y bajeza moral, se produce violencia verbal y física, se bebe alcohol y los invitados se emborrachan delante de las cámaras.
Tres meses después los responsables de Canal Sur decidieron la retirada del programa de su parrilla, tras la emisión de un especial dedicado a la muerte de Diana de Gales. El Director de la cadena, señalaba que el programa se había situado en las antípodas de lo que debe ser el papel de una televisión pública en situaciones parecidas.
En febrero de 1999 era incluso el propio Ministro de Educación y Cultura de España, a la sazón Mariano Rajoy, quien se pronunciaba sobre el polémico programa para afirmar que no era contrario a su emisión.
Tres meses después PSOE e IU insistían en la retirada del programa, tras conocerse que Alessandro Lecquio había recibido siete millones de pesetas por ser entrevistado.
En febrero de 2001, finalmente, el nuevo director general de Telemadrid, Francisco Giménez-Alemán, decidió la supresión del programa, pese a que en algunas ocasiones había alcanzado el 41% de cuota de pantalla en la región. De ese modo, Canal 9 se convertía en la única televisión pública autonómica en emitir el espacio, junto a hasta 17 emisoras locales como Canal 7.
Los escándalos se sucedían. En abril de 2004, los periodistas Mariñas y Aurelio Manzano midieron en directo el pene de uno de los invitados, Nico, exconcursante del reality show Gran Hermano, lo que provocó la repulsa pública del Gobierno Valenciano y de la sociedad.
Paralelamente a la adopción del formato por cadenas de televisión de ámbito nacional Tómbola fue perdiendo interés entre los espectadores. La audiencia descendió por debajo del 13%. Todas estas circunstancias precipitaron la cancelación del espacio, que se emitió por última vez el 27 de noviembre de 2004.

## Repercusiones
El éxito arrollador del programa llamó la atención de las televisiones privadas de ámbito estatal Telecinco y Antena 3, que no tardaron en imitar el formato, con - igualmente - notables resultados de audiencia. La primera con Salsa rosa, Dolce Vita o Sálvame y la segunda con DEC y Abierto al anochecer.